# 2012年ロンドンオリンピックのチェコ選手団
2012年ロンドンオリンピックのチェコ選手団（2012ねんロンドンオリンピックのチェコせんしゅだん）は、2012年7月27日から8月12日にかけてイギリスの首都ロンドンで開催された2012年ロンドンオリンピックのチェコ選手団、およびその競技結果。

## 概要
今大会は金メダル4個、銀メダル4個、銅メダル3個の合計11個のメダルを獲得した。

## メダル
| メダル | 選手名                                                                      | 競技     | 種目                    |
| ------ | --------------------------------------------------------------------------- | -------- | ----------------------- |
| 金     | バルボラ・シュポタコバ                                                      | 陸上     | 女子やり投              |
| 金     | ミロスラバ・クナプコバ                                                      | ボート   | 女子シングルスカル      |
| 金     | ヤロスラフ・クルハヴィー                                                    | 自転車   | 男子クロスカントリー    |
| 金     | ダビド・スボボダ                                                            | 近代五種 | 男子                    |
| 銀     | アンドレア・フラバーチコバ ルーシー・ハラデツカ                             | テニス   | 女子ダブルス            |
| 銀     | オンドレイ・シネク                                                          | ボート   | 男子シングルスカル      |
| 銀     | バブリネク・ヘラディレク                                                    | カヌー   | 男子スラロームK-1       |
| 銀     | ズザナ・ヘイノバ                                                            | 陸上     | 女子400mハードル        |
| 銅     | アデラ・シコロバ                                                            | 射撃     | 女子50mライフル3姿勢    |
| 銅     | ダニエル・ハベル ルカーシュ・トレフィル ヨセフ・ドスタール ヤン・シュテルバ | カヌー   | 男子スプリントK-4 1000m |
| 銅     | ヴィテスラフ・ヴェセリー                                                    | 陸上     | 男子やり投              |